# 北米放送連盟
北米放送連盟（英語：North American Broadcasters Association、英語略称：NABA）は北アメリカ地域の放送局、および放送関連団体の連合体である。自国及び国際的な放送の発展のために創設された 。
世界放送連合（World Broadcasting Unions、WBU）の構成員として、北アメリカ地域の放送局を代表し、コンテンツ保護、周波数関連事項、信号・デジタル変換などの地域的調整などの世界的観点の議論に従事する。

## 加盟会社
- カナダ放送協会
- ベル・メディア
- CBS放送
- ディズニー＝ABC テレビジョン・グループ
- FOX
- NBCユニバーサル
- テレビサ
- TVアステカ
- ユニビジョン